# Culex infantulus
Culex infantulus är en tvåvingeart som beskrevs av Edwards 1922. Culex infantulus ingår i släktet Culex och familjen stickmyggor. Inga underarter finns listade i Catalogue of Life.